# المشاركة الألمانية في الحرب على داعش
وافق البرلمان الألماني في 4 ديسمبر 2015 على المشاركة في الجهود العسكرية ضد تنظيم الدولة الإسلامية (داعش)، في قرار أيده 445 نائبًا وعارضه 146 وامتنع عن التصويت 7 نواب. القرار يسمح بمشاركة القوات الألمانية لمدة عام واحد فقط، مع العودة إلى البرلمان لتمديد المدة. أتت هذه الخطوة بعد دعوة وجهها الرئيس الفرنسي فرانسوا أولاند في أعقاب هجمات باريس التي راح ضحيتها 130 قتيلًا ومئات الجرحى.
تتكون القوات الألمانية المخطط لمشاركتها في الحرب على داعش من ست طائرات تورنادو للقيام بمهام استطلاعية وطائرة تزود بالوقود وفرقاطة، هذا بالإضافة إلى 1200 جندي.
رحب الرئيس الفرنسي حينها فرانسوا هولاند بالمشاركة الألمانية معتبرًا إياها «دليلًا جديدًا على التضامن بين فرنسا وألمانيا».